# Gaston (Indiana)
Gaston és una població dels Estats Units a l'estat d'Indiana. Segons el cens del 2000 tenia 1.010 habitants.

## Demografia
Segons el cens del 2000, Gaston tenia 1.010 habitants, 351 habitatges, i 261 famílies. La densitat de població era de 1.114,2 habitants/km².
Dels 351 habitatges en un 44,4% hi vivien nens de menys de 18 anys, en un 51,3% hi vivien parelles casades, en un 17,4% dones solteres, i en un 25,4% no eren unitats familiars. En el 21,1% dels habitatges hi vivien persones soles el 9,1% de les quals corresponia a persones de 65 anys o més que vivien soles. El nombre mitjà de persones vivint en cada habitatge era de 2,67 i el nombre mitjà de persones que vivien en cada família era de 3,06.
Per edats la població es repartia de la següent manera: un 29,7% tenia menys de 18 anys, un 6,3% entre 18 i 24, un 31,6% entre 25 i 44, un 22,2% de 45 a 60 i un 10,2% 65 anys o més.
L'edat mediana era de 34 anys. Per cada 100 dones de 18 o més anys hi havia 100,6 homes.
La renda mediana per habitatge era de 31.853$ i la renda mediana per família de 37.583$. Els homes tenien una renda mediana de 28.558$ mentre que les dones 23.281$. La renda per capita de la població era de 15.357$. Entorn del 10,5% de les famílies i l'11,8% de la població estaven per davall del llindar de pobresa.

## Poblacions més properes
El següent diagrama mostra les poblacions més properes.